# Allenamento 1
Allenamento #1 è un singolo del rapper italiano Capo Plaza, pubblicato il 13 marzo 2017.

## Tracce
1. Allenamento #1 – 2:31